# Lago Eufaula
Il lago Eufaula è un lago artificiale dell'Oklahoma, negli Stati Uniti d'America. È situato lungo il corso del fiume Canadian, 43 km a monte della sua confluenza con il fiume Arkansas e in prossimità della città di Eufaula. È il lago più grande nello stato dell'Oklahoma.
La costruzione della diga che presenta una parete di 975 metri di lunghezza è iniziata nel 1956 e fu completata nel 1964. La diga trattiene un lago di oltre 412 chilometri quadrati. Il lago è sfruttato per la produzione di energia idroelettrica.
|  |  |